# Vierratale
Vierratale (dawniej Vierra) – indonezyjski zespół muzyczny z Dżakarty. Został założony w 2008 roku. 
W składzie zespołu znajdują się: Widy Soediro Nichlany (wokal), Kevin Aprilio (fortepian, klawisze), Raka Cyril Damar (gitara). 
Debiutowali w 2009 r. albumem pt. My First Love, dzięki któremu przebili się do szerszego grona odbiorców. Ich utwory opowiadają głównie o miłości i stały się szczególnie popularne wśród nastolatków. Pierwszy album zespołu sprzedał się w 9 milionach egzemplarzy i był certyfikowany platyną. 
Do ich przebojów należą utwory: „Dengarkan Curhatku”, „Seandainya”, „Perih”, „Rasa Ini”.
W 2010 r. zostali laureatami Dahsyatnya Awards w kategorii Artis Pendatang Terbaru Terdahsyat (najlepszy artysta debiutujący).

## Dyskografia
Źródło:
Albumy studyjne
- 2009: My First Love
- 2011: Love, Love, and Love
- 2016: Evolve